# 고정진
고정진은 대한민국의 가수다.

## 방송
- 보컬플레이 2 (2019) - Top16(13위)

## 음반
- 109동 놀이터 (2021)
- 여기 있을게 (2021)
- 첫마디 (2023)
- 오늘밤 우린 (2023)

### 요술발
- 보컬플레이 : 캠퍼스 뮤직 올림피아드 [학교 대표 연합전] PART 3 (2019)

## 작사/작곡
- 나쁜오빠 <여기있을게> (2016)
- Just for you(2024)